# Tretjärnarna (Åsele socken, Lappland, 710410-157665)
Tretjärnarna är en sjö i Åsele kommun i Lappland och ingår i Ångermanälvens huvudavrinningsområde.